# ハルビン北駅
哈爾濱北駅（ハルビンきたえき 簡体字中国語:哈尔滨北站）は、中華人民共和国黒龍江省哈爾浜市呼蘭区にある、中国国家鉄路集団（CR）の駅。
本項では、近接するハルビン地下鉄の哈爾濱北駅駅（ハルビンえきえき）についても記述する。

## 利用可能な鉄道路線
中国国鉄
浜洲線
哈斉旅客専用線
ハルビン地下鉄
■ハルビン地下鉄2号線

## 歴史
- 2015年8月17日：哈爾濱北駅としてCRの駅が開業[1]。
- 2021年9月19日：ハルビン地下鉄2号線が開業。

## 駅構造

### ハルビン地下鉄
島式ホーム1面2線を有する地下駅。

#### のりば
案内上ののりば番号は設定されていない。
| 西北方面 | 2号線 | 江北大学城行き             |
| 東南方面 | 2号線 | 哈爾濱・博物館・気象台方面 |

## 隣の駅
浜洲線
廟台子駅 - 哈爾濱駅 - 万楽駅
哈斉旅客専用線
哈爾濱駅 - 哈爾濱駅 - 肇東駅
ハルビン地下鉄
■2号線
江北大学城駅 - 哈爾濱北駅 - 大耿家駅

## 脚註
1. ↑  我国最北高速铁路哈齐高铁通车